# Іст-Сааніч 2
Іст-Сааніч 2 (англ. East Saanich 2) — індіанська резервація в Канаді, у провінції Британська Колумбія, у межах регіонального округу Кепітел.

## Населення
За даними перепису 2016 року, індіанська резервація нараховувала 1689 осіб, показавши скорочення на 1,2%, порівняно з 2011-м роком. Середня густина населення становила 627,1 осіб/км².
З офіційних мов обидвома одночасно володіли 75 жителів, тільки англійською — 1 615. Усього 105 осіб вважали рідною мовою не одну з офіційних, з них 45 — одну з корінних мов, а 5 — українську.
Працездатне населення становило 42,8% усього населення, рівень безробіття — 11,3%.
Середній дохід на особу становив $30 384 (медіана $26 317), при цьому для чоловіків — $34 018, а для жінок $27 052 (медіани — $30 848 та $23 186 відповідно).
26,9% мешканців мали закінчену шкільну освіту, не мали закінченої шкільної освіти — 25,2%, 47,9% мали післяшкільну освіту, з яких 19,4% мали диплом бакалавра, або вищий.
| Статево-вікова структура населення | Статево-вікова структура населення | Статево-вікова структура населення | Статево-вікова структура населення | Статево-вікова структура населення |
| ---------------------------------- | ---------------------------------- | ---------------------------------- | ---------------------------------- | ---------------------------------- |
|                                    |                                    |                                    |                                    |                                    |
| Всього                             | Всього                             | 47,9%52,1%                         |                                    |                                    |
| 0 — 14 років                       | 0 — 14 років                       |                                    | 13,4%                              | 13,4%                              |
| 15 — 64 років                      | 15 — 64 років                      |                                    | 49,9%                              | 49,9%                              |
| 65 і більше                        | 65 і більше                        |                                    | 36,8%                              | 36,8%                              |
| 85 і більше                        | 85 і більше                        |                                    | 4,2%                               | 4,2%                               |
| Середній вік (років)               | Середній вік (років)               | 50,551,1                           | 50,8                               | 50,8                               |
| Медіана (років)                    | Медіана (років)                    | 58,158,8                           | 58,5                               | 58,5                               |
| — чоловіки — жінки                 |                                    |                                    |                                    |                                    |

| Походження мешканців:     | Походження мешканців:     | Походження мешканців: | Походження мешканців: | Походження мешканців: |
| ------------------------- | ------------------------- | --------------------- | --------------------- | --------------------- |
| Походження                |                           |                       | осіб                  | %                     |
| Корінні американці        | Корінні американці        |                       | 680                   | 40.36%                |
| Інше північноамериканське | Інше північноамериканське |                       | 200                   | 11.87%                |
| Європейське               | Європейське               |                       | 985                   | 58.46%                |
| британське                | британське                |                       | 770                   | 45.7%                 |
| французьке                | французьке                |                       | 120                   | 7.12%                 |
| українське                | українське                |                       | 40                    | 2.37%                 |
| Африканське               | Африканське               |                       | 10                    | 0.59%                 |
| Азійське                  | Азійське                  |                       | 30                    | 1.78%                 |
| Океанійське               | Океанійське               |                       | 10                    | 0.59%                 |

## Клімат
Середня річна температура становить 10,1°C, середня максимальна – 20,4°C, а середня мінімальна – -0,9°C. Середня річна кількість опадів – 827 мм.
| Клімат поселення                              | Клімат поселення | Клімат поселення | Клімат поселення | Клімат поселення | Клімат поселення | Клімат поселення | Клімат поселення | Клімат поселення | Клімат поселення | Клімат поселення | Клімат поселення | Клімат поселення | Клімат поселення |
| Показник                                      | Січ.             | Лют.             | Бер.             | Квіт.            | Трав.            | Черв.            | Лип.             | Серп.            | Вер.             | Жовт.            | Лист.            | Груд.            |                  |
| Середній максимум, °C                         | 8,86             | 10,04            | 11,46            | 13,74            | 16,90            | 19,60            | 20,09            | 20,44            | 17,71            | 13,28            | 9,48             | 7,25             |                  |
| Середня температура, °C                       | 4,00             | 5,19             | 6,61             | 8,87             | 12,03            | 14,75            | 17,04            | 17,39            | 14,66            | 10,22            | 6,43             | 4,20             |                  |
| Середній мінімум, °C                          | −0,86            | 0,32             | 1,75             | 4,01             | 7,18             | 9,88             | 13,98            | 14,34            | 11,60            | 7,18             | 3,38             | 1,14             |                  |
| Норма опадів, мм                              | 131              | 94               | 71               | 44               | 34               | 30               | 19               | 24               | 30               | 73               | 140              | 137              |                  |
| Середньомісячна швидкість вітру, м/с          | 3.49             | 3.34             | 3.44             | 3.37             | 3.32             | 3.35             | 3.19             | 2.89             | 2.57             | 2.76             | 3.45             | 3.54             |                  |
| Середньомісячна сонячна радіація, кДж/м²·день | 3236             | 6099             | 9933             | 14877            | 18549            | 19939            | 21165            | 18126            | 13262            | 7106             | 3646             | 2598             |                  |
| --------------------------------------------- | ---------------- | ---------------- | ---------------- | ---------------- | ---------------- | ---------------- | ---------------- | ---------------- | ---------------- | ---------------- | ---------------- | ---------------- | ---------------- |
| Джерело:                                      |                  |                  |                  |                  |                  |                  |                  |                  |                  |                  |                  |                  |                  |